# Setchellanthus
Setchellanthus caeruleus — вид гострого чагарнику з великими синіми квітками. Він поміщений окремо в рід Setchellanthus, який, у свою чергу, поміщений окремо в родину Setchellanthaceae. Це ендемік Мексики. Рід і вид були описані англ. Townshend Stith Brandegee у Univ. Calif. Publ. Bot. vol.3, p. 378 у 1909 році.
Назва роду Setchellanthus — на честь Вільяма Альберта Сетчелла (1864–1943), який був американським ботаніком і морським фізологом,  викладав в Каліфорнійському університеті в Берклі, де очолював кафедру ботаніки. Видовий епітет caeruleus латиною означає «блакитний».